# Rhomphaea cona
Rhomphaea cona là một loài nhện trong họ Theridiidae.
Loài này thuộc chi Rhomphaea. Rhomphaea cona được miêu tả năm 1996 bởi José Valentín Herrera González & Carmen.